# Дельом, Рауль
Рауль Дельом (фр. Raoul Delhom; род. 1932) — французский шашист и шахматист. Участник чемпионатов Франции по международным шашкам и шахматам. Мастер ФМЖД. Чемпион Франции (1958, 1975, 1980). В турнире претендентов 1959 года занял 3 место. Участник трёх чемпионатов мира — 1968 (11 место), 1972 (12 место), 1976 (14 место). Участник двух чемпионатов Европы — 1965 (10 место) и 1977 годов (6 место).
Выступал за клуб «Damier club toulousain».
Дельому принадлежит рекорды чемпионатов Франции по шашкам по наибольшему промежутку времени между чемпионствами (22 года) и по количеству участий (последний раз в 1993 году).
FMJD-Id: 10071